# Oktant (mätinstrument)

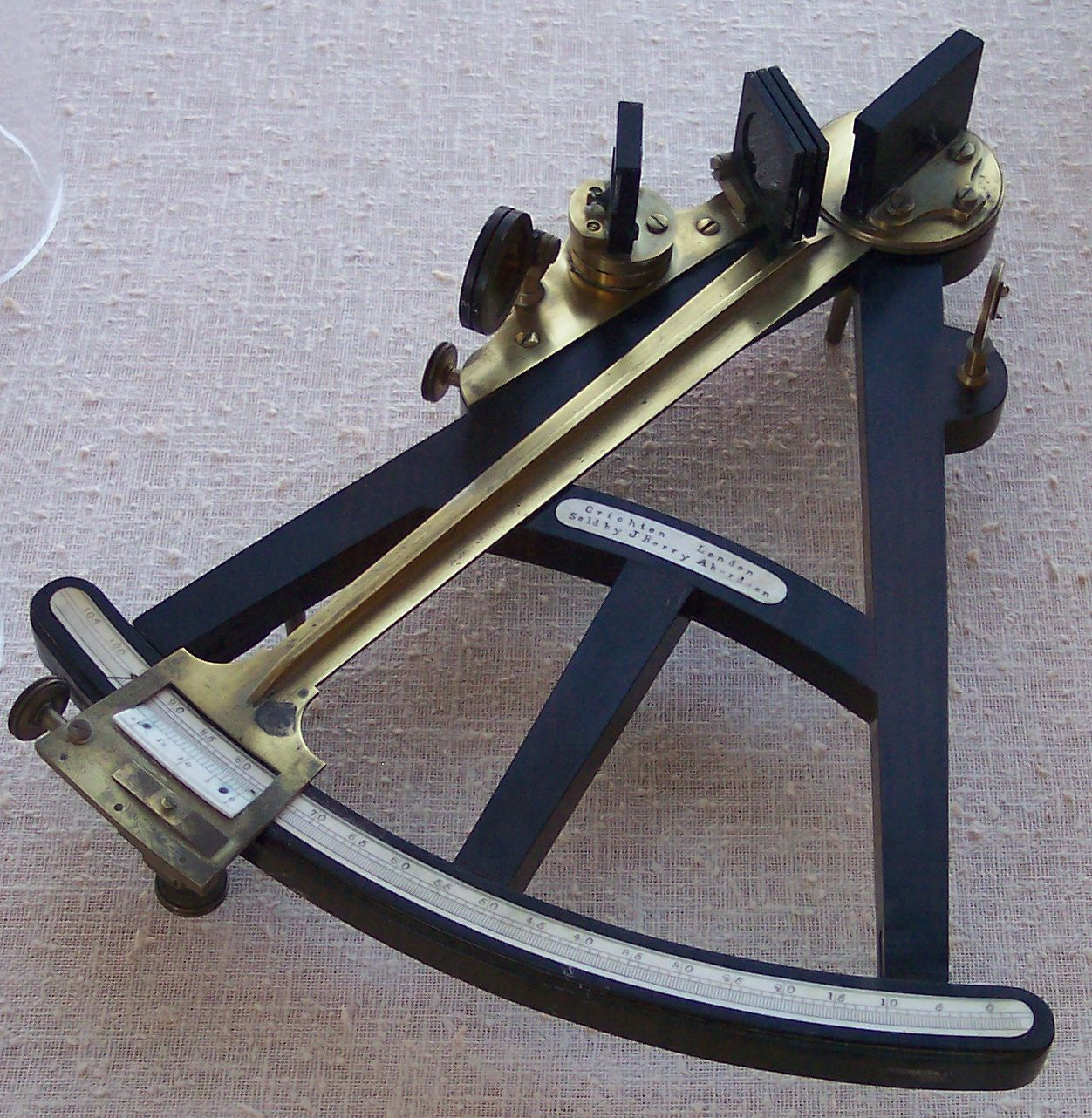
En oktant

En oktant eller kvadrant  är ett astronomiskt mätinstrument med ursprung i medeltiden. Instrumentet används för att mäta vinklar, exempelvis stjärnors höjd över horisonten.

## Etymologi
Orden oktant och kvadrant  kommer från latin och betyder åttondel respektive fjärdedel. Mätskalan på instrumentet är en åttondels cirkel, men eftersom vinkeln fördubblas när man ser genom spegeln kan man mäta vinklar från 0° till 90°, det vill säga en fjärdedels cirkel.

## Historia

### Isaac Newtons kvadrant

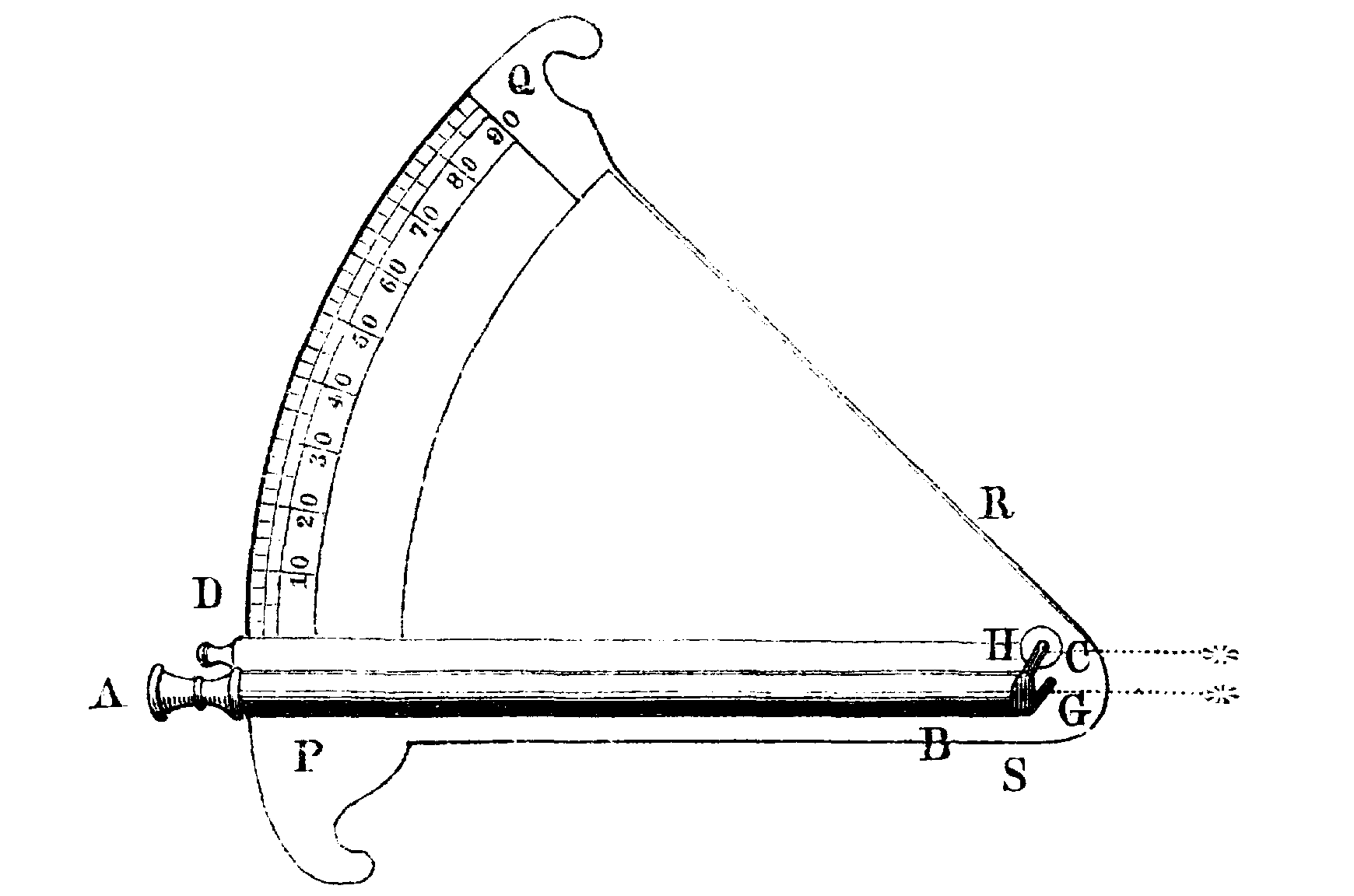
Isaac Newtons kvadrant.
A siktesteleskop
G fast spegel
H rörlig spegel
C nav
D arm
R ram
Q mätskala

Omkring år 1699 konstruerade Isaac Newton en vinkelmätare med två speglar. En detaljerad beskrivning anförtroddes åt Edmond Halley, men den kom inte till allmän kännedom förrän efter hans död 1742. Därför brukar John Hadley anses som oktantens uppfinnare.
Newtons kvadrant skiljer sig konstruktionsmässigt från senare oktanter. Dels har det ett mycket långt siktesteleskop, vilket var nödvändigt för att undvika kromatisk aberration (akromatiska linser var ännu inte uppfunna). Dels är teleskopet monterat vinkelrätt mot mätskalan och alltså vridet 90° jämfört med moderna oktanter och sextanter.

### John Hadleys kvadrant
Hadleys kvadrant var väldigt lik Newtons, fast med den skillnaden att skalan var omvänd (90° närmast teleskopet jämfört med 0° närmast teleskopet på Newtons kvadrant). Hadley kompletterade också sin kvadrant med ett sotat glas för att underlätta mätning av solhöjden.

### John Hadleys oktant

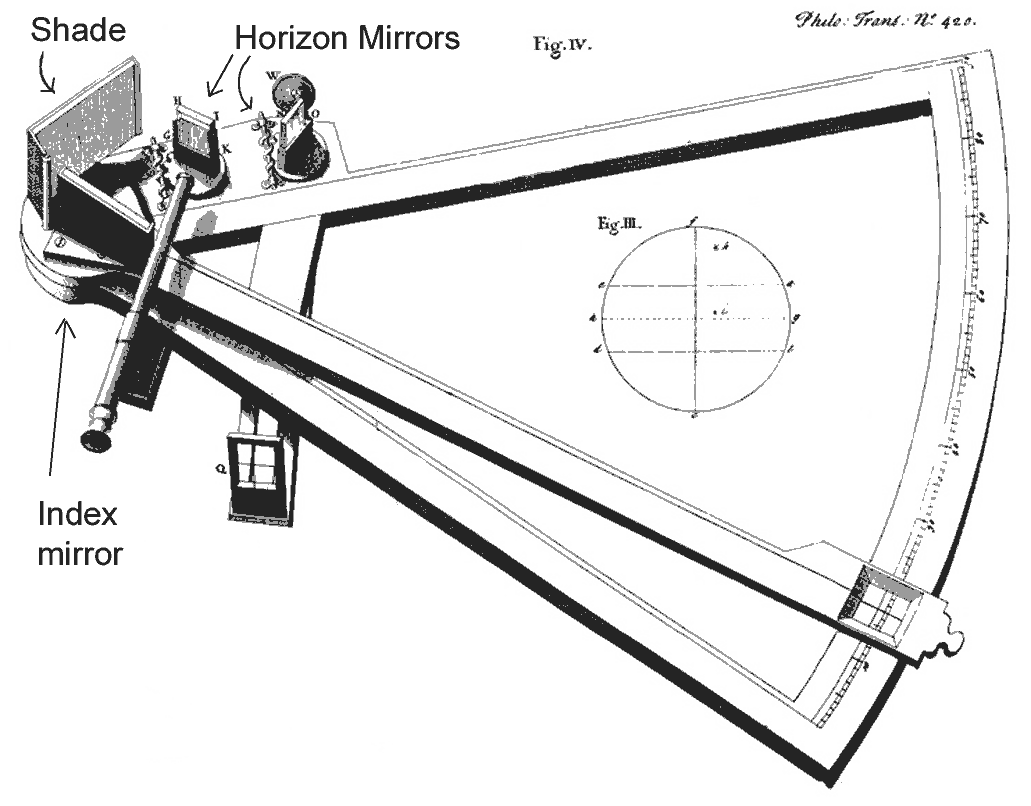
John Hadleys oktant

Hadley utvecklade sin kvadrant genom att vrida teleskopet 90°. Det gjorde att mätskalan hamnade under teleskopet i stället för ovanför, vilket gjorde det lättare att hålla det stadigt. För att teleskopet skulle fungera i sitt nya läge krävdes det två fasta speglar.
En annan innovation var att teleskopet var löstagbart och kunde monteras så att det bara tittade genom den ena av de två fasta speglarna. På så vis kunde Hadleys kvadrant även mäta vinklar från 90° till 180°.

### Vidareutveckling
De första oktanterna hade speglar av polerad metall. Dessa var av ganska dålig kvalitet och gjorde att siktesteleskopen inte kom till sin rätt. Många tidiga oktanter tillverkades därför utan teleskop, vilket gjorde dem betydligt billigare. Noggrannheten i mätningen förbättrades också med införandet av nonieskala.

### Oktanten blir omodern
År 1767 publicerades den första nautiska almanackan med måndistanser som gjorde att man genom astronomisk vinkelmätning också kunde bestämma exakt Greenwich-tid genom att mäta vinkeln mellan månen och solen eller en annan stjärna, och därmed också fastställa sin longitud. Den vinkeln kunde vara större än 90° vilket krävde att mätningen gjordes med sextant i stället.
Men eftersom oktanter var en enklare konstruktion än sextanter och dessutom ofta tillverkade i billigare material som trä och elfenben så var de fortfarande prisvärda. Långt in på 1800-talet användes oktanter för dagliga mätningar av solhöjden medan de dyrare och känsligare sextanterna sparades för mer krävande mätningar.